# Спілка письменників Естонії
Спілка письменників Естонії (ест. Eesti kirjanike liit) — професійна спілка естонських письменників, літературних критиків і перекладачів.

## Історія
Естонський союз письменників було засновано 8 жовтня 1922 року на третьому конгресі естонських письменників, що відбувався у Талліннській ратуші. На той момент союз налічував 33 члени. Юридично, до 1927 року, місцем розташування союзу було місто Таллінн, пізніше – Тарту. Організація займалась пошуками можливостей і засобів для видання творчих праць письменників-членів союзу. 27 квітня 1923 року організація видала перший номер літературного журналу Лоомінг (укр. Творчість).
Після окупації Естонії Радянським союзом 19 жовтня 1940 року Естонський союз письменників було ліквідовано. Замість колишнього союзу почалась підготовка до створення нової організації. Зрештою, на конференції, що проходила у Москві 8-9 жовтня 1943 року, було започатковано Союз радянських письменників Естонії. Таку назву союз мав до 1958 року, після чого був перейменований на Союз письменників Естонської РСР. Таку назву організація мала до кінця радянської доби.
Під час німецької окупації Естонії 1941-1944 років до складу правління союзу входили 3 чинних члени організації, яку очолював Альберт Ківікас. 1943 року Естонському союзу письменників, як аполітичній організації, було дозволено відновити свою діяльність. Головою союзу був обраний Густав Суйтс.
1945 року у Стокгольмі, за ініціативою естонських письменників, які утекли до Швеції від радянської влади, було засновано Зарубіжний союз письменників Естонії, який у різні роки очолювали Август Мялк (1945—1982), Калью Лепік (1982—1999) і Енн Ниу (1999—2000).
1991 року організація отримала свою попередню назву. У жовтні 2000 року Зарубіжний союз письменників Естонії був розформований, а його чинні члени у повному складі увійшли до єдиного союзу на Батьківщині. За даними 2012 року Естонський союз письменників налічує 300 членів, частина яких діє в Естонії, решта – за кордоном.

## Голови

### Союз письменників Естонії
- 1922—1923 Фрідеберт Туґлас
- 1923—1924 Карл Аст
- 1924—1925 Едуард Хубель
- 1925—1927 Фрідеберт Туґлас
- 1927—1929 Генрік Віснапуу
- 1929—1930 Фрідеберт Туґлас
- 1930—1936 Едуард Хубель
- 1937—1939 Фрідеберт Туґлас
- 1939—1940 Август Якобсон
- 1941—1943 Альберт Ківікас
- 1943—1944 Густав Суйтс

### Зарубіжний союз письменників Естонії
- 1900—1987 Август Мялк
- 1982—1999 Калью Лепік
- 1999—2000 Енн Ниу

### Союз радянських письменників Естонії та Союз письменників Естонської РСР
- 1943—1944 Йоганнес Барбарус
- 1944—1946 Август Якобсон
- 1946—1950 Йоганнес Семпер
- 1950—1954 Август Якобсон
- 1954—1971 Юхан Смуул
- 1971—1976 Володимир Беекман
- 1976—1983 Куусберґ Пауль
- 1983—1991 Володимир Беекман

### Союз письменників Естонії
- 1991—1995 Володимир Беекман
- 1995—2004 Маті Сіркель
- 2004—2007 Ян Каус
- 2007 — Карл Мартін Сініярв